# Werkstein

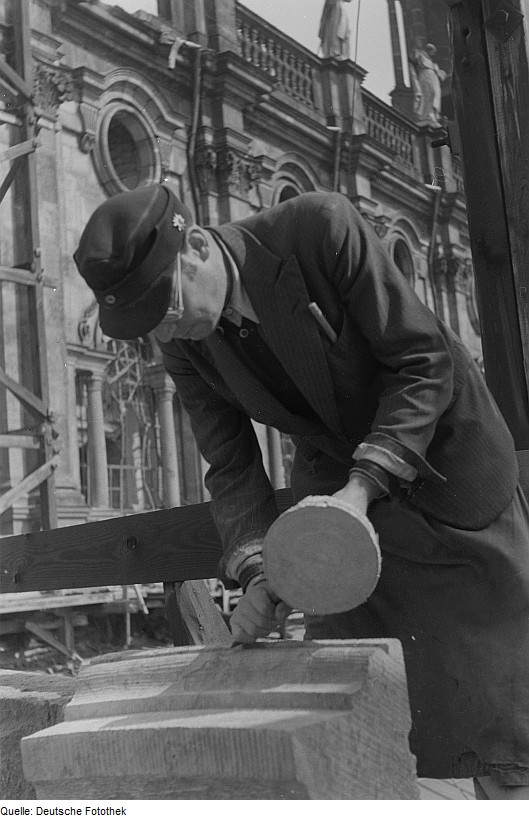
Steinmetz an einem Werkstein mit Geschirr arbeitend (Dresden 1948)

Ein Werkstein ist ein Stein, der als Werkstück betrachtet wird, also als Gegenstand der Fertigungstechnik. Damit unterscheidet sich der Werkstein vom unbearbeiteten Lesestein oder Bruchstein. Dies gilt auch für den Rohblock, der als solcher noch nicht als Baumaterial oder Gebrauchsgegenstand dient. Der Werkstein ist außerdem das zentrale künstlerische Medium des Steinbildhauers.

## Werkstein im Gewerbe

### In der Kunst und beim Bau
Massiver Stein wird von Steinmetzen verwendet. Natursteine unter einer Dicke von 8 cm werden in der Naturstein-DIN 18332 als Platten und über 8 cm als Massivarbeiten bezeichnet. Massive Arbeiten herzustellen, nennen die Steinmetzen Werkarbeit, sie stellen demzufolge ein Werk her, das als Werkstein bezeichnet wird. Die Werksteinbearbeitung, der entsprechende Werkzeugeinsatz und Steinbearbeitungstechnk durch die Steinmetzen unterscheidet sich erheblich nach Weichgestein oder Hartgestein.
Werden alle Sichtflächen bearbeitet, sprechen Steinmetze vom allseits bearbeiteten Werkstein. Wird ein Werkstein für ein Mauerwerk als Quader bearbeitet, wird die Ansichtsfläche als Haupt und die dahinter liegende (möglicherweise nicht sichtbare) Fläche als Hinteres Haupt bezeichnet. Ein Mauerwerks-Quader hat links und rechts einen Stoß bzw. eine Stoßfuge und worauf der Werkstein unten aufliegt, wird als Lager und die oben liegende Fläche als Oberes Lager bezeichnet.
In Bruchsteinmauern werden verbauten Steine nicht als Werksteine betrachtet. Hierbei werden lediglich die Lager, falls erforderlich, gering bearbeitet. Beim Sichtmauerwerk aus Naturstein sind die Lager- und Stoßfugenflächen bis zu einer Tiefe von 13 bis 15 cm und sind beim Quadermauerwerk in Gänze bearbeitet. Nicht sichtbaren Flächen eines Werksteins bleiben meist rau und werden entsprechend den Anforderungen lediglich in der Oberfläche eingeebnet, oft handelt es sich um Flächen im Inneren von Bauwerken, die später verputzt werden.

### Naturwerkstein

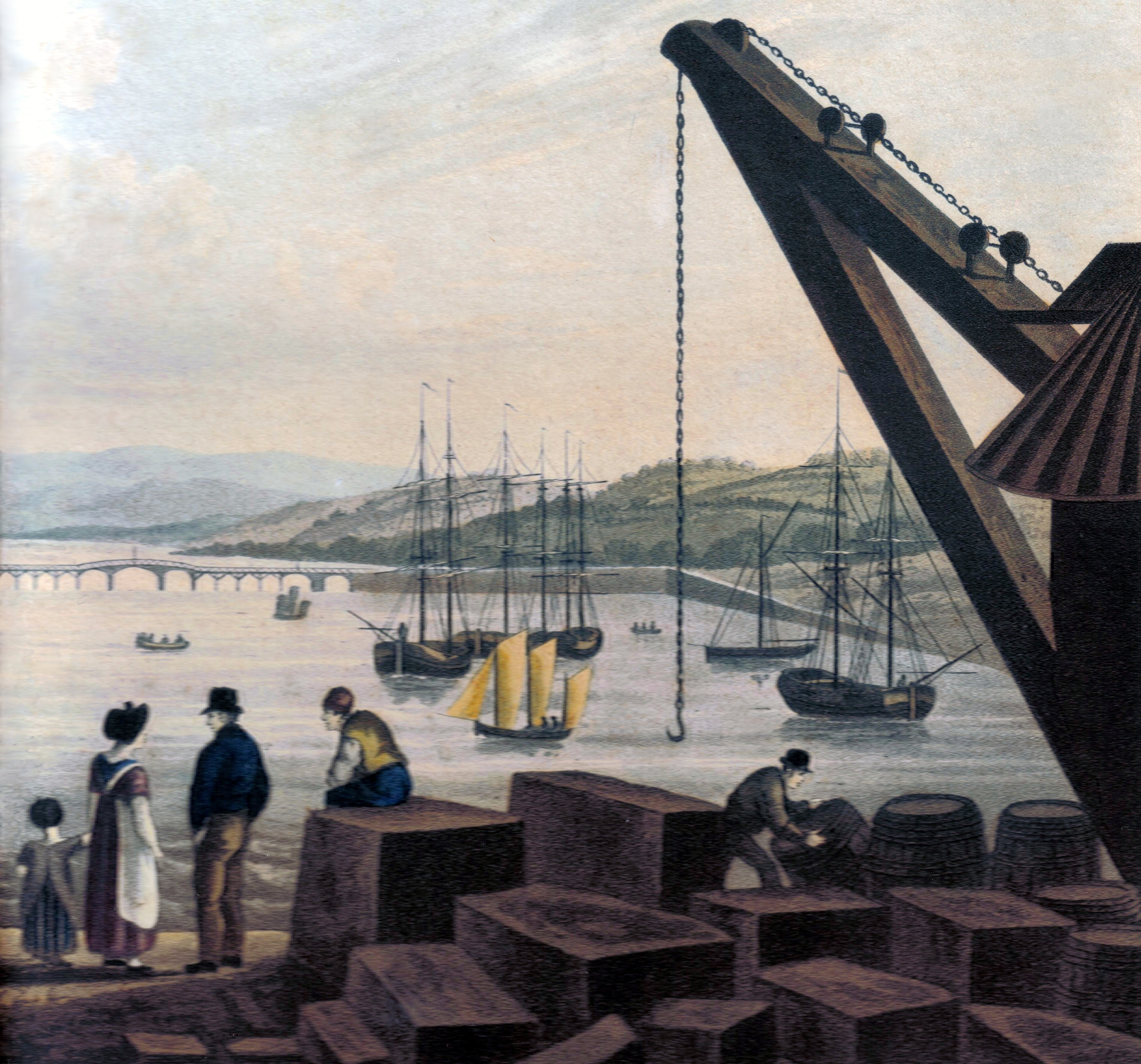
Werksteinblöcke in einem Hafenlager auf einer historischen Darstellung

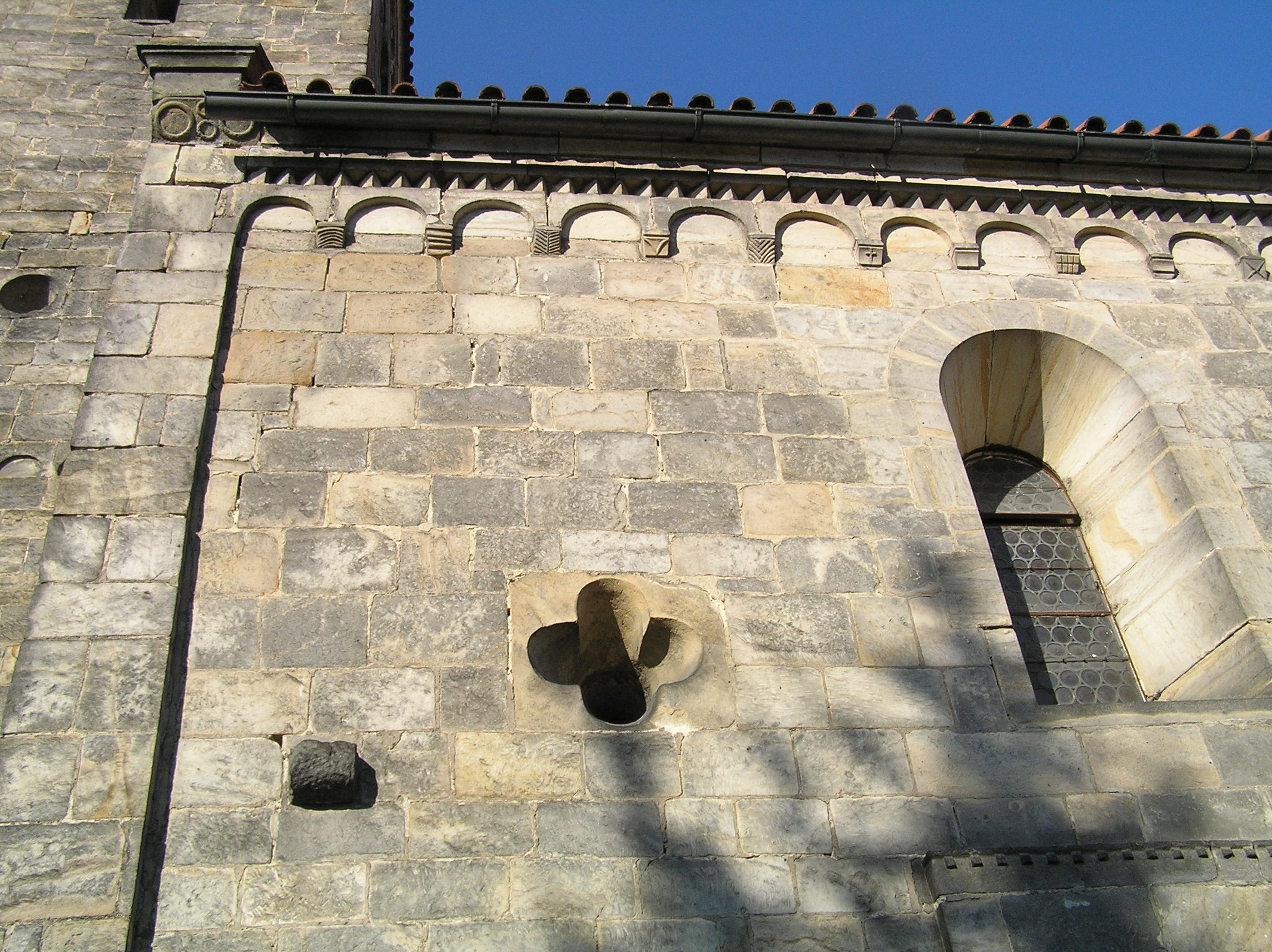
Kirchenmauer aus Naturwerkstein in Mohelnice nad Jizerou

Der Begriff Werkstein fließt in den Begriff Naturwerkstein ein, denn Naturstein oder „Stein“ ist jedes in der Natur vorkommende Gesteinsobjekt (z. B. Findling, Lesestein oder Gesteinsvorkommen). Vom Werkstein unterschieden wird der auch zum Haus- bzw. Mauerbau verwendete Bruchstein. Naturwerksteine sind demzufolge Natursteinerzeugnisse, die maschinell, thermisch oder handwerklich bearbeitete Flächen haben und die zuvor aus Natursteinrohblöcken hergestellt wurden. Im Einzelnen sind das beispielsweise:
- Baluster
- Blockstufen
- Bodenplatten, Gehwegplatten
- Brüstungselemente
- Fenster- und Türgewände
- Gesimse
- Pfeilersteine, Kragsteine
- Podestplatten
- Quadersteine in Bauwerken
- Riemchen
- Säulen
- Sockel, Postamente und Monumentalsteine
- Tritt- und Setzstufen (aus Platten)
- Verblendsteine an Bauwerken
- Wangensteine

### Betonwerkstein / Kunststein
Betonwerksteine sind künstlich hergestellte Werksteine, auch Kunststein genannt.
Neben Zement als Bindemittel und gegebenenfalls verschiedenen Hilfs-, Zusatz- und Füllstoffen wird für die Herstellung überwiegend Kies, also natürliches Gestein, als Zuschlag verwendet.

### Bearbeitung
Die Werksteinoberfläche wird bearbeitet, um beispielsweise folgende Strukturen zu erhalten: spaltrau, geflammt, gestockt, bossiert, gesägt, geschliffen oder poliert. Geflammte Oberflächen werden heute häufig auch noch gebürstet, um eine angenehmere und pflegeleichtere Oberfläche zu erhalten.

## Geschichte

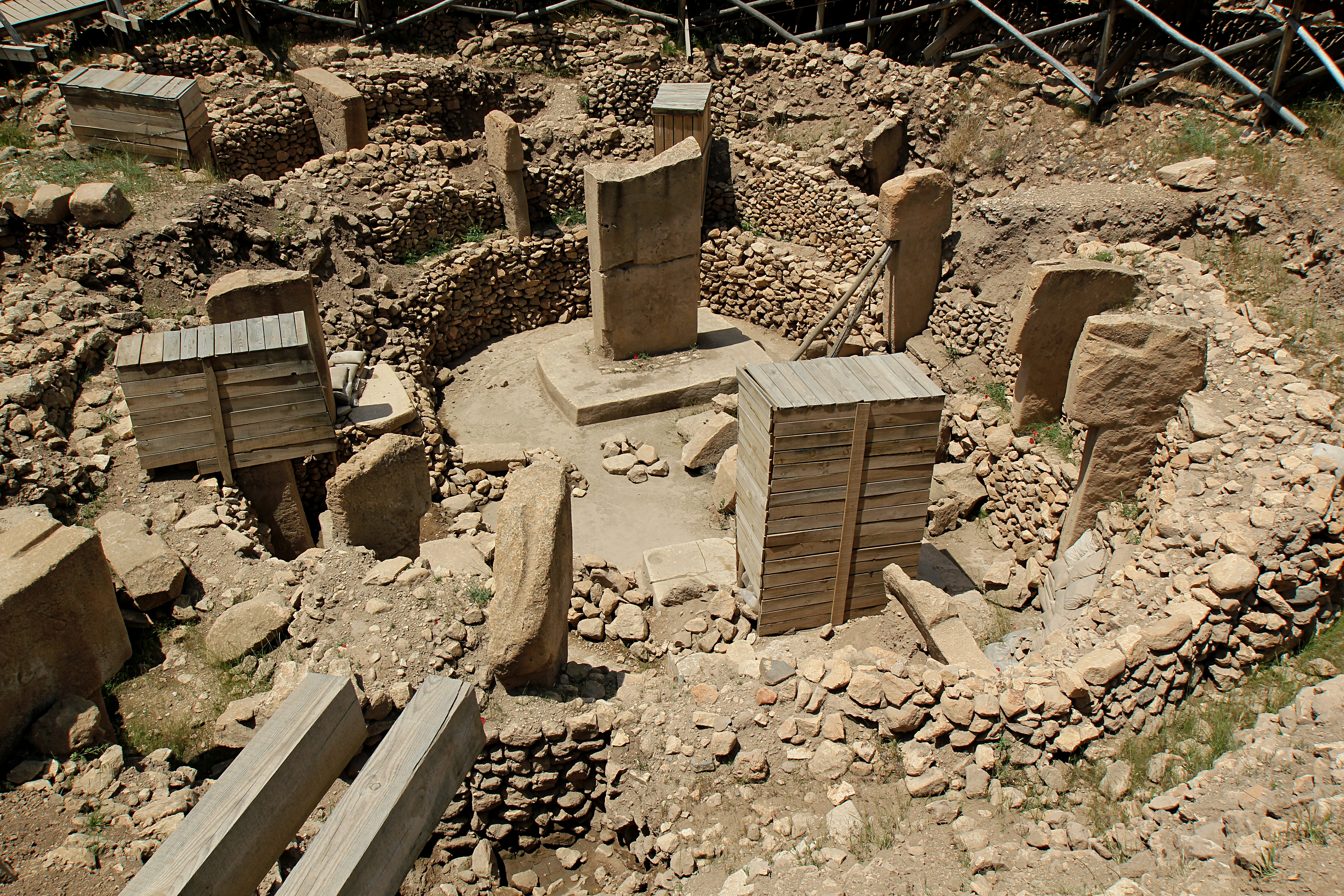
Die größeren Steine der Tempel von Göbekli Tepe gehören zu den ältesten bekannten Werksteinen der Weltarchitektur. Die Außenmauern bestehen hingegen aus Bruchsteinen.

### Sakralbauten
Bis zum Beginn der Sesshaftigkeit der Menschen (um 10000 v. Chr.) gab es überhaupt keine Steinbauten; erst bei den repräsentativen religiösen Bauten der Frühzeit im Bereich des Fruchtbaren Halbmondes (z. B. Göbekli Tepe) wurden die größeren der verwendeten Steine behauen und geglättet. In der Tempelarchitektur Ägyptens, Griechenlands und Roms wurde diese Technik immer weiter verfeinert und erlebte in der Tempelarchitektur Indiens und Südostasiens sowie in der Kathedralarchitektur der europäischen Spätromanik, Gotik und Renaissance neue Höhepunkte, wenngleich auch hier oft nur die sichtbaren Seiten der Mauern mit exakt behauenen Steinen verkleidet wurden, wohingegen das Füllmaterial aus Bruchsteinen und Bauschutt bestand.

### Wohnbauten
Auf der Kulturstufe der Jäger und Sammler lebten die Menschen unter Felsvorsprüngen (abris) oder in kleinen Hütten aus Ästen und Zweigen mit Abdeckungen aus Blättern, Schilf und Gras. Deutlich später entstanden feste Bauten aus Zweigen mit Lehmbewurf oder Fachwerkkonstruktionen. Nur ganz allmählich entwickelte sich auch in der Wohnarchitektur eine Steinbauweise, bei der die zum Bauen verwendeten Fundsteine einfach aufeinander gelegt und mit etwas Erde abgedichtet und stabilisiert wurden; diese Technik hat sich je nach Region und Bauzweck bis in die Gegenwart hinein gehalten (siehe z. B. die Agadire in Marokko). Insgesamt gesehen dauerte es bei Palast- und Wohnbauten deutlich länger, bis sich eine Architektur aus exakt geformten Steinen (Lehmziegel bzw. Mauerziegel) durchsetzte.

### Wehrbauten
Bei Wehr- und Festungsbauten (Burgen, Stadtmauern etc.), aber auch bei Dorfkirchen hielt sich die Bruchsteinbauweise noch bis ins ausgehende Mittelalter, manchmal sogar noch bis weit in die Neuzeit, wenngleich die Ecksteine von Torbauten oder Bergfrieden zumeist exakt behauen wurden. Die oft sehr dicken Mauern wurden in vielen Fällen mit Hausteinen verkleidet.